# Néstor Cora
Néstor Cora Davis (New York, 23 gennaio 1956) è un ex cestista statunitense con cittadinanza portoricana.

## Carriera
A livello universitario ha giocato per la Fordham University, prima di trasferirsi alla Saint Francis University.
È stato selezionato dai Washington Bullets all'ottavo giro del Draft NBA 1978 (165ª scelta assoluta), ma non ha mai giocato nella NBA.
Con Porto Rico ha disputato due edizioni dei Giochi panamericani (San Juan 1979, Caracas 1983) e due dei Campionati americani (1980, 1984).